# La marcia nuziale (film 1935)
La marcia nuziale è un film del 1935 diretto da Mario Bonnard.